# ЯМАМ
ЯМАМ (ивр. ימ"מ‎, акроним Специальное центральное подразделение (יחידה מרכזית מיוחדת, Йехида Мерказит Меюхедет) — спецподразделение пограничной полиции Израиля (МАГАВ), основное антитеррористическое подразделение полиции Израиля.

## История
Создано в 1974 году. Основной причиной были провалы армейского спецназа при операциях по освобождению заложников, в частности гибель 25 человек включая 21 ребёнка в ходе операции Сайерет Маткаль в школе города Маалот 15 мая 1974 года.
Первым командиром «ЯМАМ» был назначен Нимрод Яаков, затем Маор Алеви. Однако реально сформировал новое подразделение десантник Ассаф Хефец.
В то время никаких специальных методик по проведению антитеррористических операций, особенно связанных со спасением заложников в Израиле не было. Методы армейского спецназа оказались для этого неподходящими.
Один из первых сотрудников «ЯМАМ» написал:

«Основной упор мы делали на проникновение в здания, но армейский вариант — граната, стрельба, вход — нам явно не подходил. Поэтому мы искали другие способы. Стали использовать лестницы — этот опыт мы переняли у спецназовцев, воевавших до этого в Газе. Они часто брали там штурмом здания с террористами. У них же мы позаимствовали опыт работы с канатами. Тогда ещё не было специальных канатов, но мы сразу поняли их преимущество. Уже на первых показательных учениях мы удивили всех присутствующих, использовав их для спуска на балкон одного из зданий. А террористы свой вклад внесли беспрерывными вылазками — мы постоянно имели возможность шлифовать мастерство»

11 марта 1978 года «ЯМАМ» провёл неудачную операцию по освобождению заложников захваченного террористами автобуса — 34 пассажира погибли. В 1982 году бойцы «ЯМАМ» получили дополнительный опыт в Ливане. В марте 1988 года «ЯМАМ» провёл относительно успешную операцию по освобождению заложников автобуса — погибло 3 заложника.
Но основная нагрузка на «ЯМАМ» легла с 2000 года — с началом второй интифады. Только за период с октября 2000 по июль 2004 «ЯМАМ» провёл не менее 1500 антитеррористических операций.

## Комплектация
Все сотрудники «ЯМАМ» — контрактники, большинство — армейские офицеры. Кандидатом в «ЯМАМ» может стать любой военнослужащий армии, полиции и погранвойск до 25 лет, отслуживший не менее трёх лет в боевых частях и завершивший курс командира отделений.
Большинство кандидатов приходит из армейских спецподразделений — Сайерет Голани, «Дувдеван» и спецназа погранвойск «ЯМАС». В «ЯМАМ» редко встречаются спецназовцы генштаба Сайерет Маткаль или флота Шайетет 13.
После рассмотрения биографии и собеседования начинается отборочный этап, который длится две недели. В это время проверяются физические и психологические навыки.
Затем проходит подготовительный этап — восемь месяцев, затем ещё четыре — закрепление знаний.
За это время кандидаты должны пройти подготовку по освобождению заложников на всех видах транспорта и обращению с любым оружием. Большое внимание уделяется рукопашному бою.
Во время закреплений навыков проходят учения в которых кроме «ЯМАМ» обычно задействуются и другие подразделения, в частности Сайерет Маткаль.
Уже в процессе обучения происходит специализация на штурмовиков, городских альпинистов, снайперов, минёров, кинологов. Есть боевые пловцы, тесно взаимодействующие со спецназом флота. Особое внимание уделяется снайперам.
Любой боец «ЯМАМ» подписывает контракт минимум на три года, многие продлевают его на два-три срока.

## Оружие
Основное оружие «ЯМАМ» — укороченная винтовка М16 и пистолет «Glock». При штурмовых операциях, не касающихся освобождения заложников, используется Мини-Узи. Снайперы используют винтовки «Маузер» 86SR, однако в последние годы их заменяют на более новые образцы.